# Ghoghardiha
Ghoghardiha là một thành phố và là một khu vực quy hoạch (notified area) của quận Madhubani thuộc bang Bihar, Ấn Độ.

## Nhân khẩu
Theo điều tra dân số năm 2001 của Ấn Độ, Ghoghardiha có dân số 14.523 người. Phái nam chiếm 51% tổng số dân và phái nữ chiếm 49%. Ghoghardiha có tỷ lệ 43% biết đọc biết viết, thấp hơn tỷ lệ trung bình toàn quốc là 59,5%: tỷ lệ cho phái nam là 53%, và tỷ lệ cho phái nữ là 33%. Tại Ghoghardiha, 18% dân số nhỏ hơn 6 tuổi.